# 1945 في المغرب
تحتوي هذه المقالة على أهم الأحداث التي شهدتها المغرب في 1945، إضافة إلى أهم الشخصيات المغربية المولودة والمتوفية في هذه السنة.

## الحكم
- السلطان: محمد الخامس
- الحكم للإدارة الفرنسية في المغرب الحماية الفرنسية على المغرب 1912 - 1956.

- منطقة شمال المغرب وقتها كانت تحت حكم إسبانيا.
- المغرب الحالي وقتها كان سلطنة وليس مملكةـ كان يحكمها سلطان وليس ملك. وكان البلد يُسمى بلاد مراكش وليس المغرب.

## الأحـداث
- 24 يونيو 1945 - حادث قطار ورزيغة وقعت فاجعة، توفي بسببها تقريبا جميع الركاب، خرج القطار عن سكته حيث أسفر الحادث عن مقتل 228 شخصا وإشتعال للنار استمرت ثلاثة أيام.[1]
- احداث عام البون عانى من خلاله سكان المغرب من المجاعة والأوبئة نتيجة الجفاف وإجراءات فرضتها الحماية الفرنسية.

## مواليد
- محمد زفزاف, (كاتب وروائي مغربي).
- 10 مارس - روبرتو ريكو, (لاعب كرة قدم فرنسي سابق من أصول مغربية).
- 10 أبريل - عبد الفتاح كيليطو, (كاتب مغربي).
- 13 يوليوز - فيغون, (مغني مغربي).
- 13 يوليوز - عبد الخالق اللوزاني، (لاعب كرة قدم مغربي).
- 30 نوفمبر - حميد الهزاز, (لاعب كرة قدم مغربي).
- مومن السميحي, (مخرج مغربي).
- بوشعيب هبولي, (فنان تشكيلي مغربي).
- محمد الإدريسي بخات, (داعية ومقرئ مغربي).
- مارسيل بوطبول, (فنان مغربي).
- محمد العلوي الباهي, كاتب مغربي.
- أحمد الطريبق, (كاتب مغربي).
- أحمد بوزفور, (كاتب مغربي).
- صلاح الدين بنموسى, (ممثل مغربي).

## وفـيات
- محمد البريهي, (فنان مغربي، مؤسس جوق البريهي).

## الـمراجع
1. ↑  مجلة زمان نسخة محفوظة 2020-06-25 على موقع واي باك مشين.

## وصلات خارجية
- ا